# Olof Petersson (tecknare)
Olaus (Olof) Petersson, född 27 juli 1826 i Ålem, Kalmar län, död 17 februari 1878 i Oskarshamn, var en svensk dekorationsmålare och tecknare.
Han var son till bonden Peter Olofsson och Cajsa Sophia Persdotter. Petersson var huvudsakligen verksam som kyrkodekoratör men försökte sig även på tavelmåleri. För Ålems kyrka målade han en kopia av Fredric Westins numera ej längre brukade altartavla i Jakobs kyrka föreställande Kristi förklaring. Petersson är representerad med en teckning av Västerviks kyrka vid Uppsala universitetsbibliotek.